# المتطوعين والمجندين الأجانب في الفيرماخت

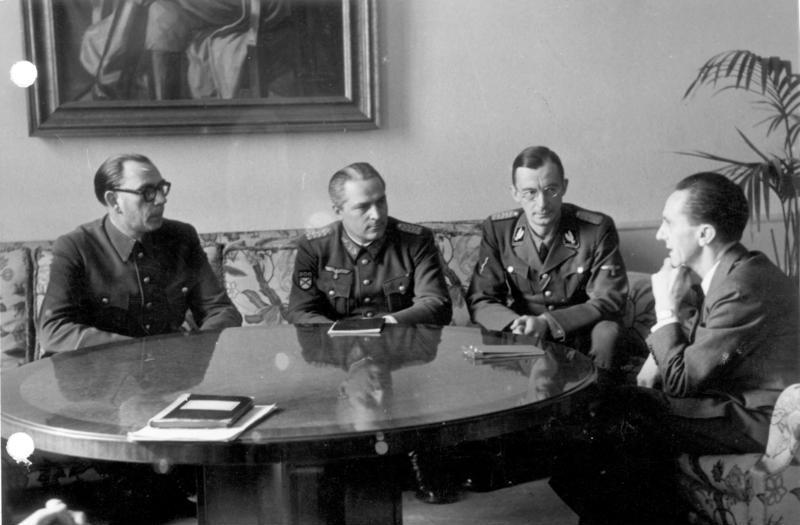
أندريه فلاسوف والجنرال شيلينكوف (وسط) في اجتماع جيش التحرير الروسي مع جوزيف غوبلز (فبراير 1945)

من بين ما يقرب من مليون متطوع ومجنّد أجنبي خدموا في الفيرماخت خلال الحرب العالمية الثانية كانوا من الألمان والبلجيكيين والتشيكيين والهولنديين والفنلنديين والفرنسيين والهنغاريين والنرويجيين والبولنديين  والبرتغاليين والسويديين  والبريطانيين، جنبا إلى جنب مع أشخاص من دول البلطيق والبلقان. خدم ما لا يقل عن 47000 إسباني في الفرقة الزرقاء. 
تشير بعض التقديرات إلى أن ما بين 600000 و1400000 من السوفييت (الروس وغير الروس) انضموا إلى قوات الفيرماخت بصفتهم هيوي  كانت القوات المتعاونة الأوكرانية تتألف من عدد يقدر بـ180،000 متطوع يعملون مع وحدات منتشرة في جميع أنحاء أوروبا.  شكل المهاجرون الروس والمنشقون من الاتحاد السوفيتي جيش التحرير الروسي أو قاتلوا في صفوف هيلفسويج داخل الوحدات الألمانية في فيرماخت في المقام الأول على الجبهة الشرقية. قام غير الروس من الاتحاد السوفيتي بتشكيل أوست ليجون (حرفيًا «الفيلق الشرقي»). تضم الكتائب الشرقية ما مجموعه 175,000 فرد.  وقد تولى قيادة هذه الوحدات الجنرال إرنست أوغست كورينغ. (1876-1953) هناك تقدير أقل لعدد إجمالي المتطوعين الأجانب الذين خدموا في القوات المسلحة الألمانية بأكملها (بما في ذلك فافن-إس إس) هو 350,000. 

## قائمة الوحدات

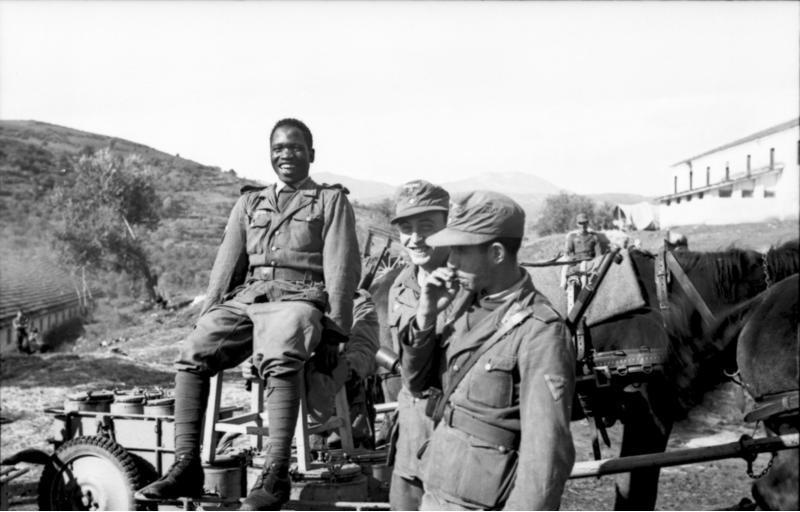
كتيبة المتطوعين الأجانب في الفيرماخت. جنود الفيلق العربي الحر في اليونان، سبتمبر 1943

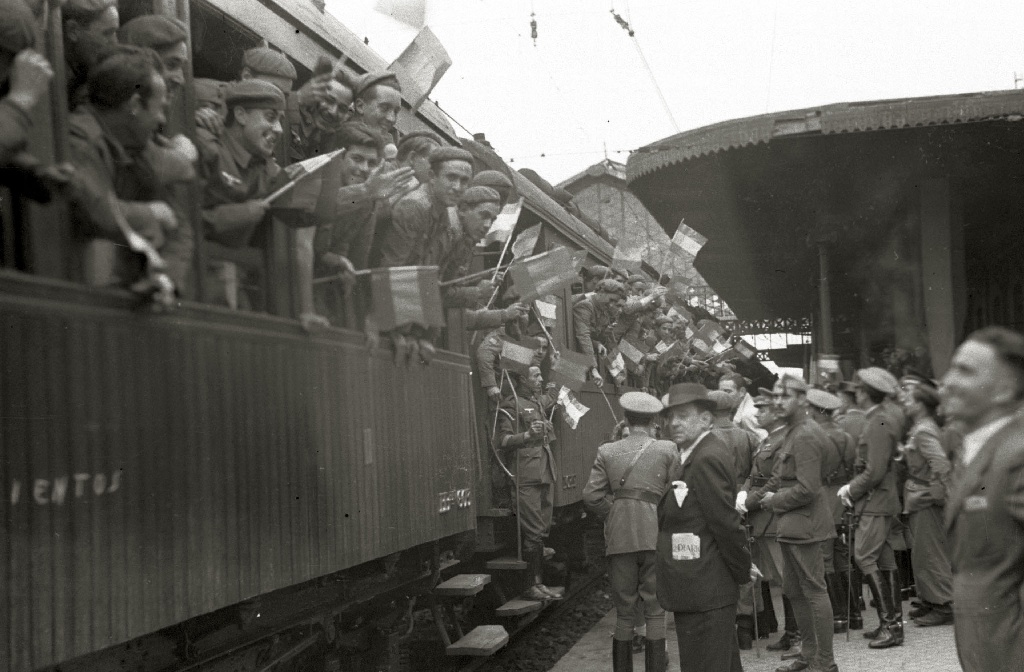
قوات المتطوعين الإسبانية التابعة للفرقة الزرقاء في سان سيباستيان، 1942

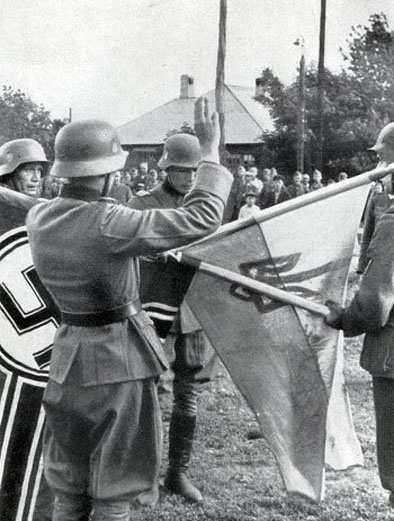
جيش التحرير الأوكراني يؤدي اليمين أمام أدولف هتلر

### الاتحاد السوفياتي
| اسم الوحدة                            | وصف                                                                                    |
| ------------------------------------- | -------------------------------------------------------------------------------------- |
| وصلة= الفرقة التركمانية 162           | تشكلت في مايو 1943 وتضم 5 وحدات مدفعية / مشاة أذربيجانية و6 وحدات تركستانية.           |
| سلاح الفرسان القوزاق إس إس الخامس عشر | حتى 1 فبراير 1945 تحت قيادة الفيرماخت، ثم تم نقل الفيلق إلى فافن إس إس                 |
| كالميكيان التطوعية فيلق الفرسان       | معظمهم قلميقيون (شعب ذو أصل مغولي)                                                     |
| كتيبة نايتنغيل                        | الأوكرانيين لتنظيم القوميين الأوكرانيين                                                |
| جحافل الشرق                           | يتألف معظمهم من القوقازيين                                                             |
| كتيبة رولاند                          | الملقبة بالمجموعة الخاصة رولاند. مواطني الجمهورية البولندية الثانية من العرق الأوكراني |
| وصلة= جيش التحرير الروسي              | معظمهم من الروس                                                                        |
| وصلة= جيش التحرير الأوكراني           | الأوكرانيين                                                                            |
| وصلة= الجيش الوطني الأوكراني          | الأوكرانيين                                                                            |
| فيلق-لوفتفافه لوتلاند                 | وحدة جوية تتكون من لاتفيون.                                                            |

### كرواتيا
| اسم الوحدة                                 | وصف |
| ------------------------------------------ | --- |
| وصلة= فوج المشاة 369 (الكرواتية) (فيرماخت) |     |
| فوج المشاة 373 الكرواتي (فيرماخت)          |     |
| فوج المشاة 392 الكرواتي (فيرماخت)          |     |
| وصلة= فوج المشاة الكرواتي 369 (فيرماخت)    |     |
| وصلة= الفيلق البحري الكرواتي               |     |
| وصلة= الفيلق الجوي الكرواتي                |     |

### آخر
| اسم الوحدة                           | وصف |
| ------------------------------------ | --- |
| البولنديين في الفيرماخت              |     |
| فيلق المتطوعين الفرنسيين ضد البلشفية |     |
| وصلة= الفرقة الزرقاء                 |     |
| وصلة= الفيلق الأزرق                  |     |
| فيلق الحماية الروسي                  |     |
| الفيلق الهندي                        |     |
| وصلة= الفيلق العربي الحر             |     |